# F-lok (första serien)
F-loken är några av Statens Järnvägars tidigaste ånglok. För att klara av den ökade trafiken beställde Statens Järnvägar år 1863 fyra godstågslok hos den brittiska tillverkaren Beyer-Peacock. Loken fick namnen Valunder, Braut-Anund, Wärend och Snapphanen. 1864 levererades ytterligare fyra lok och 1865 de sista sex loken. När Statens Järnvägar 1876 började litterera sina fordon fick de littera F.